# Rohō Yukio
Rohō Yukio (jap. 露鵬 幸生, eig. Soslan Felixowitsch Boradsow, russisch Сослан Феликсович Борадзов; * 9. März 1980 in Ordschonikidse, Nordossetische ASSR, Russische SFSR, Sowjetunion) ist ein ehemaliger Sumōringer ossetischer Abstammung aus Russland.
Rohō war nach dem Georgier Kokkai der zweite Kaukasier in der Makuuchi-Division, der Spitzenliga des japanischen Profisumō. Er ist der ältere Bruder von Hakurozan.
Rohō, der aus der russischen Teilrepublik Nordossetien-Alanien stammt, gewann bereits als 18-Jähriger die Jugendweltmeisterschaft im Ringen. Seinen ersten offiziellen Sumōkampf bestritt er im Mai 2002. 2004 erreichte er die Jūryō-Division und kassierte im März sein erstes Make-koshi, setzte seinen Aufstieg danach aber relativ unbeeindruckt fort und konnte in seiner kurzen Zeit in der Makuuchi bereits einige gute Ergebnisse verbuchen. Schon bei seinem ersten Turnier im September 2004 erhielt er einen Preis für besonderen Kampfgeist (Kanto-Sho). Er setzte häufig Hatakikomi und ähnliche Techniken ein, obwohl er mit 153 kg Gewicht bei 1,95 m Körpergröße durchaus eine Statur besitzt, mit der er das offene Kräftemessen nicht scheuen musste.
Aufgrund eigenen Fehlverhaltens sah sich Rohō häufig starker Kritik ausgesetzt und erwarb sich damit den zweifelhaften Ruf des Bad Boy des Sumō. So verstieß er einige Male gegen die Etikette, indem er sich nach einer Niederlage nicht vor dem Gegner verbeugte, sondern ihn böse ansah.
Während des Turnieres in Nagoya 2006 kam es zu einem weiteren Zwischenfall: Nach seinem Kampf gegen den Ōzeki Chiyotaikai, der ihn schon während des Kampfes provoziert hatte, griff Rohō auf dem Weg in den Aufenthaltsraum zwei Fotografen an, die ihn ebenfalls beleidigten. Einer der Fotografen musste nach einem Schlag ins Krankenhaus eingeliefert werden. Im Aufenthaltsraum schlug Rohō dann noch eine Fensterscheibe ein, wobei er sich Schnittverletzungen an der rechten Hand zuzog. Vom Sumōverband wurde er wegen der Gewalttätigkeiten gegen die Fotografen für drei Tage vom Turnier ausgeschlossen und von seinem Stallmeister mit 10 % Lohnabzug für die nächsten drei Monate bestraft. Die beiden Fotografen blieben ebenso wie Chiyotaikai straffrei.
Beim Turnier im Juli 2007 wurde Rohō nach 3 Siegen in 3 Tagen wegen kritischen Verhaltens disqualifiziert. Offiziell wurde zunächst eine Rückenverletzung vorgeschoben, was kurz darauf aber korrigiert wurde.
Vor dem Septemberturnier, Aki Basho, 2008 in Tokio wurden er und sein Bruder Hakurozan vom Sumoverband wegen Drogenkonsums entlassen. Zuvor war bereits ein weiterer russischer Ringer, Wakanoho, von der Polizei wegen Besitzes von Marihuana festgenommen worden. Auch er wurde umgehend aus dem Sumoverband entlassen.